# Nebehled obecný
Nebehled obecný (Uranoscopus scaber) je ryba žijící ve Středozemním a Černém moři. Je dlouhá 20 až 40 cm a váží do jednoho kilogramu. Vyznačuje se masivní, zploštělou hlavou, v jejíž horní části je umístěna tlama a teleskopické oči. To umožňuje nebehledovi skrývat se v písku na mořském dně a lákat kořist na výrůstek v tlamě (vytvořený ze změněné mezižaberní přepážky) jako na udici. Nebehled je vybaven orgány schopnými uštědřit slabý elektrický výboj.